# Cordiera myrciifolia
Cordiera myrciifolia là một loài thực vật có hoa trong họ Thiến thảo. Loài này được (K.Schum.) Perss. & Delprete mô tả khoa học đầu tiên năm 2004.